# Droga wojewódzka nr 949
Droga wojewódzka nr 949 (DW949) – droga wojewódzka o długości 24 km łącząca Przeciszów z Jawiszowicami, położona w województwie małopolskim.

## Miejscowości leżące przy trasie DW949
- Przeciszów (DK44)
- Polanka Wielka
- Osiek
- Grojec (DW948)
- Łęki (DW948)
- Zasole
- Jawiszowice (DW933)